# Mikoyan MiG 1.44
Le Mikoyan Project 1.44/1.42 est un prototype d'avion de chasse de 5e génération de l'armée de l'air soviétique puis russe, étudié pour succéder aux Mikoyan MiG-29 et Sukhoï Su-27. Commencés dans les années 1980 sous l'Union soviétique, les travaux déboucheront sur le vol d'un prototype en 2000 avant que le programme ne soit abandonné.

## Histoire
Alors que les MiG-29 et Su-27 sont à peine entrés en service, l'état-major soviétique songe déjà à leur futur remplaçant, amené à entrer en service dans quelques années. Le programme I-90 (« истребитель 1990-х годов », soit   « Chasseur des années 90 ») est lancé.
Sukhoï, MiG et Yakovlev proposèrent de répondre à ce programme, mais seul MiG fut retenu pour mener le projet à bien. Sukhoi obtint seulement l'autorisation de produire un démonstrateur aérodynamique, le S-32 (qui deviendra le S-47 Berkut) tandis que Yakovlev ne produira que quelques maquettes qui resteront sans suite.
En 1986, le gouvernement soviétique précise ses intentions pour le futur avion en lançant deux projets : le programme MFI (« МФИ » pour « многофункциональный фронтовой истребитель » soit « chasseur de première ligne multifonctions ») qui doit déboucher sur un chasseur lourd, et le LFI qui devait aboutir à un chasseur léger. Le coût des deux programmes menés simultanément pousse le gouvernement soviétique à abandonner le projet LFI et Mikoyan à se concentrer uniquement sur le MFI.  
Ce dernier reçoit alors la dénomination de Izdeliye 1.42.   
Les divers acronymes donnés au programme originel font que le MiG-1.42 ou 1.44 est parfois appelé MiG-MFI ou MiG-1.44 MFI. L'avion a parfois été qualifié officieusement de MiG-35 ou de MiG-39.
Les premières études du futur MiG sont placées sous la responsabilité de l'ingénieur Grégori Sedov tandis que la supervision générale du programme est confiée au concepteur général de l'avionneur,  Rostislav Belyakov. L'attention des ingénieurs se concentre sur la maniabilité et la vitesse de l'avion, la furtivité bien que prise en compte ne doive pas interférer avec les capacités dynamiques de l'appareil. 
Les premières études aérodynamiques permettent la construction d'une maquette dénommée DM512 à l'échelle 1/4,5 pesant environ 500 kilos. Larguée par un hélicoptère Mil Mi-8 ou un bombardier Tupolev Tu-16LL, elle permet de valider la configuration générale de l'appareil entre 1987 et 1992.  Dès 1991, la configuration de l'avion est approuvée par un comité d’État et l'autorisation de construire un premier démonstrateur dépourvu de système de mission est donnée. L'avion prend alors le nom d'Izdeliye 1.44 et est destiné à valider l'aérodynamique, les moteurs et les systèmes d'assistance au pilotage.
Mais l'effondrement de l'Union soviétique  coupe presque entièrement les financements du programme. Fin 1994, Mikoyan est parvenu tant bien que mal à terminer l'assemblage de son prototype et le premier vol est prévu pour la fin de l'année. Le 15 décembre, le pilote d'essai n'arrive toutefois pas à faire décoller l'appareil. Faute de moyens, le programme est complètement gelé par Mikoyan qui est dans une situation financière extrêmement précaire.
En 1997, le programme est finalement annulé par le gouvernement russe.
Mikoyan demandera plusieurs fois sans succès au gouvernent russe de déclassifier le programme pour pouvoir exposer le MiG-1.44 dans des meetings aériens et attirer l'attention d'éventuels partenaires et clients. C'est fin 1998 que la demande est acceptée, et le 12 janvier 1999, le MiG-1.44 est présenté au public pour la première fois. En Occident, il reçoit alors la dénomination OTAN de Flatpack, soit « meuble en prêt-à-monter » alors que le 1.42 sera baptisé Foxgloves. La nature réelle de ce dernier sera longtemps méconnue et il fut souvent considéré comme une hypothétique version de série du 1.44 ce qui est inexact. 
En 1997, le rival Sukhoï parvient à faire voler son S-37 Berkut alors que le MiG-1.44 dort toujours dans un hangar. Sans grands moyens financiers, Mikoyan peine à acheter les composants nécessaires pour achever l'assemblage de l'appareil. L'avionneur parvient malgré tout à terminer son prototype et à le présenter au sol à l'aéroport de Joukovski le 12 janvier 1999 à un parterre d'invités. 
Il faudra un an de plus pour débuter les essais en vol : le 29 février 2000, à 11h25, le MiG-1.44 avec aux commandes Vladimir Gorbounov, prend enfin son envol. L’appareil effectue deux cercles autour de l'aéroport pendant 18 minutes, avec le train d’atterrissage sorti. Après le vol, le pilote décrit l'avion comme « docile ».
Un deuxième vol de 22 minutes  lieu le 27 avril 2000 avec le train d'atterrissage rentré. Ce sera le dernier vol du MiG-1.44 qui fut ensuite définitivement remisé au hangar.
En août 2015, le MiG-1.44 est présenté au grand public lors du salon aéronautique MAKS, dans la partie historique du salon.

## Description technique

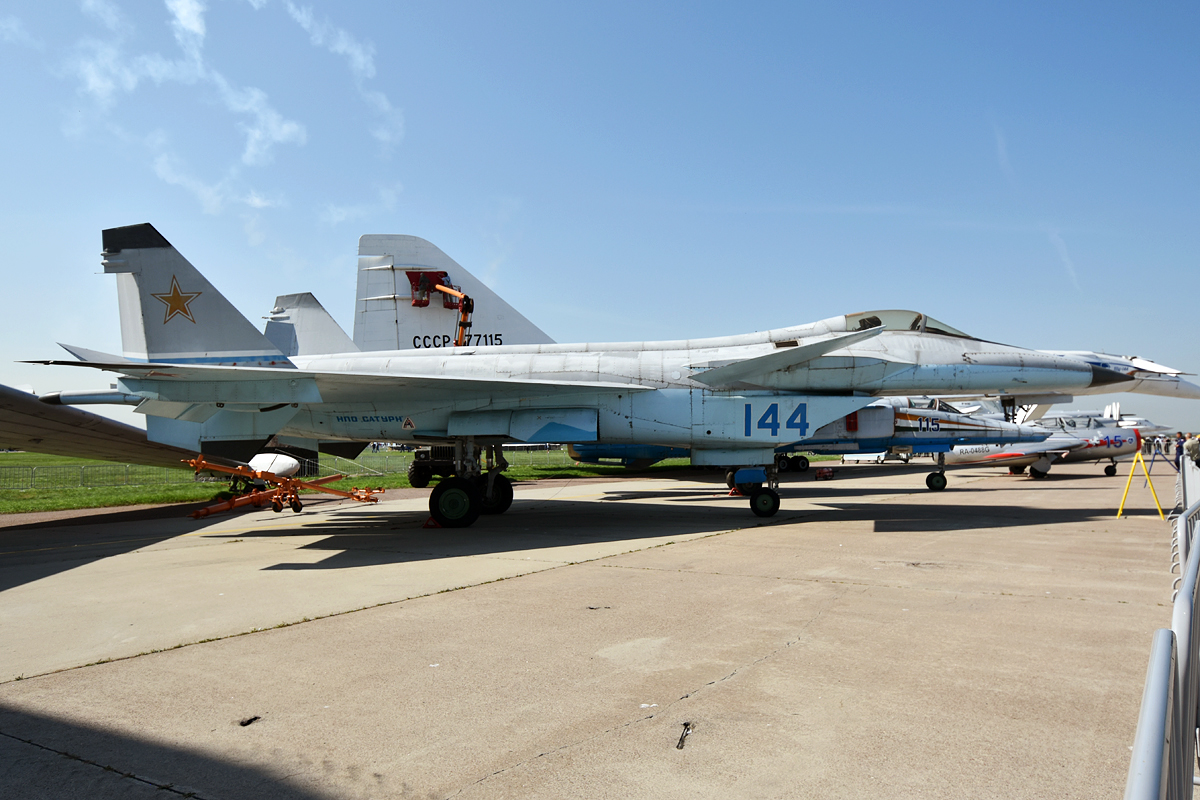
Le MiG-1.44 vu de profil en 2015.

Le MiG-1.44 est un avion nettement plus volumineux et plus lourd que le MiG-29 qu'il aurait dû remplacer. Son aérodynamique assez atypique s'inspire de travaux menés par le bureau d'études TsAGI et se caractérise par la présence de plans canards mobiles, de quilles ventrales sous les dérives fortement inclinées et une aile delta à 52°. L'entrée d'air ventrale abrite des conduits en S permettant de masquer les aubes des réacteurs.
La structure de l'avion est réalisée en alliages d'aluminium pour 35%, en acier et titane pour 30% et en matériaux composites pour 30%. La version définitive aurait probablement été dotée de matériaux absorbant les ondes radar . 
L'unique MiG-1.44 produit est propulsé par deux réacteurs Soloviev D-30F6, les mêmes que ceux montés sur le MiG-31 Foxhound. À terme, le MiG-1.44 aurait dû être doté de deux Saturn-Lyulka AL-41F à pétales de tuyères orientables pour augmenter la manœuvrabilité et un soin particulier avait été accordé aux matériaux afin de réduire la chaleur émise par les réacteurs. Une vingtaine de moteurs seront produits et testés sur des bancs d'essai au sol, mais aussi sur des laboratoires volants Tupolev Tu-16 et MiG-25PD. 
La mise au point de l'avionique a demandé un effort important à l'industrie soviétique, permettant au MiG-1.44 de constituer une véritable rupture avec le MiG-29 et le Su-27. Le système d'armes devait être bâti autour d'un  radar Phazotron N-014 à impulsion Doppler capable de suivre 20 cibles différentes et d'en engager 6 simultanément. Un détecteur d'alerte radar arrière et un radar N-012 de détection latérale étaient également prévus. La détection et l'engagement des cibles aurait également pu se faire via un système de visée photoélectrique incluant un télémètre laser à suivi infrarouge et un viseur de casque, permettant au pilote de détecter et engager des cibles sans avoir besoin d'allumer le radar principal susceptible de trahir la présence de l'avion.
La navigation aurait été assurée par un système de navigation satellite, un système de navigation inertiel et un système de radionavigation à courte portée. Il était également prévu de doter l'avion d'un système d'approche et d'atterrissage automatisé. Le module de guerre électronique aurait été articulé autour d'un système de brouillage actif à 360° dont les antennes sont situées dans les carénages en bout d'ailes et sur les dérives. L'avionique comprenait également un système permettant de surveiller en temps réel la condition physique du pilote. 
S'il n'existe pas de photographies clairement identifiées du cockpit du MiG-1.44, les sources d'informations évoquent toujours un cockpit tout-écrans. L'avion est logiquement doté de commandes de vol électriques.
Selon Mikoyan, le MiG-1.44 aurait dû être doté d'une technologie furtive à base de « plasma » capable de « générer une bulle de brouillage autour de l'avion ». Aucune information technique n'a été donnée à son sujet et l'on ignore de quoi il était réellement question.
Le seul armement monté sur le MiG-1.44  est le canon automatique GSh-30-1 de calibre 30 mm approvisionné par 250 obus. Il avait été prévu que l'avion puisse embarquer des missiles air-air R-73 et R-77 dans une soute ventrale, mais elle ne sera jamais utilisée. Les ingénieurs soviétiques avaient envisagé l'installation d'une deuxième soute permettant le tir de missiles vers l'arrière, mais cette solution trop complexe sera abandonnée. Devant être multirôle, le MiG-1.44 aurait théoriquement pu embarquer une vaste gamme d'armements air-sol incluant des bombes et des missiles guidés. Vu le volume de ce type de munitions, elles auraient probablement été installées sur des points d'emport externes.

## Développements liés
- Pour répondre au programme de chasseur léger LFI, Mikoyan envisagea un MiG-4.12 reprenant la configuration aérodynamique du 1.44, mais plus petit et monoréacteur. L'avion devait être également doté de capacité air-sol respectables. L'abandon du programme LFI stoppa les recherches de Mikoyan autour de ce chasseur léger.

- En 2011, un MiG-LMFS apparaît sous forme d'images de synthèse. Avion monomoteur et dérivé lointain des travaux effectués pour le MiG-1.44, il est présenté comme un « chasseur léger furtif » de cinquième génération. En juillet 2021, il est révélé que son développement a été abandonné et que le futur chasseur léger proposé par l'industrie russe sera le Sukhoi Su-75 Checkmate[4].
- Il est souvent avancé que le Chengdu J-20 chinois est inspiré du MiG-1.44, leurs configurations aérodynamiques présentant de vagues ressemblances. Cela n'a toutefois jamais été confirmé par les deux avionneurs.

## Sources
1. ↑  Matthieu GALLET, « Mikoyan-Gourevitch MiG-1.44 (OTAN : Flatpack) », sur AviationsMilitaires.net (consulté le 17 octobre 2021)
2. ↑  Matthieu GALLET, « Mikoyan-Gourevitch MiG-1.44 (OTAN : Flatpack) », sur AviationsMilitaires.net (consulté le 21 octobre 2021)
3. ↑  (en-US) « Overshadowed by Sukhoi, MiG reveals models of its projects at MAKS 2021 », sur Air Data News, 24 juillet 2021 (consulté le 17 octobre 2021)
4. ↑  « Опубликованы первые фото нового российского истребителя », sur Naked Science,‎ 16 juillet 2021 (consulté le 21 octobre 2021)

- BARRIE Douglas (21–27 juin 1995). "Mikoyan pushes 1.42 for Mosaero debut". Flight International. 147 (4477): 4. ISSN 0015-3710.
- BARRIE Douglas (24–30 juillet 1996). "Last of the big MiGs ?". Flight International. 150 (4533): 24–26. ISSN 0015-3710.
- BUTOWSKI Piotr ; Air & Cosmos Hors-Série : Avions spéciaux russes, 2021.